# Лукас Б'єрклунд
Лу́кас Е́двін Б'є́рклунд (швед. Lukas Edvin Björklund; нар. 16 лютого 2004, Істад) — шведський футболіст, півзахисник данського клубу «Сеннер'юск».

## Клубна кар'єра
Почав займатися футболом в команді «Істад» з рідного міста, після чого перейшов до структури «Мальме». 2020 року перебрався до академії італійського «Мілана».
1 вересня 2022 року приєднався до данського клубу «Сеннер'юск», підписавши трирічний контракт. 18 вересня дебютував в основному складі «Сеннер'юска» в матчі Першого дивізіону проти «Веннсюсселя». 12 березня 2023 року в поєдинку проти «Веннсюсселя» забив свій перший гол у професіональній кар'єрі. В своєму дебютному сезоні провів за команду 24 матчі, в яких забив три м'ячі та зробив дві гольові передачі. 
В травні 2023 року отримав травму коліна та переніс операцію, через що пропустив майже увесь наступний сезон 2023–24, зігравши лише 5 поєдинків та допомігши команді в підсумку виграти Перший дивізіон. 12 грудня 2023 року продовжив контракт з клубом до літа 2026 року. 
21 липня 2024 року в матчі проти «Сількеборга» дебютував у данській Суперлізі. 1 грудня 2024 року в поєдинку проти «Люнгбю» вперше відзначився м'ячем у Суперлізі.

## Кар'єра в збірній
Виступав за збірні Швеції до 17 і до 19 років. У листопаді 2024 року отримав виклик в збірну до 21 року, за яку дебютував у товариському матчі проти збірної Ірландії.

## Статистика виступів
Станом на 28 липня 2025
| Клуб              | Сезон             | Чемпіонат         | Чемпіонат | Чемпіонат | Кубок | Кубок | Єврокубки | Єврокубки | Всього | Всього |
| Клуб              | Сезон             | Дивізіон          | Матчі     | Голи      | Матчі | Голи  | Матчі     | Голи      | Матчі  | Голи   |
| ----------------- | ----------------- | ----------------- | --------- | --------- | ----- | ----- | --------- | --------- | ------ | ------ |
| Сеннер'юск        | 2022–23           | Перший дивізіон   | 20        | 3         | 4     | 0     | —         | —         | 24     | 3      |
| Сеннер'юск        | 2023–24           | Перший дивізіон   | 5         | 0         | 0     | 0     | —         | —         | 5      | 0      |
| Сеннер'юск        | 2024–25           | Суперліга         | 31        | 2         | 1     | 0     | —         | —         | 32     | 2      |
| Сеннер'юск        | 2025–26           | Суперліга         | 2         | 0         | 0     | 0     | —         | —         | 2      | 0      |
| Всього за кар'єру | Всього за кар'єру | Всього за кар'єру | 58        | 5         | 5     | 0     | 0         | 0         | 63     | 5      |

## Досягнення
«Сеннер'юск»
- Переможець Першого дивізіону: 2023–24